# Останнє вигнання диявола: Друге пришестя
Останнє вигнання диявола: Друге пришестя (англ. The Last Exorcism Part II) — американський фільм жахів режисера Ед Гасс-Доннелі, сіквел фільму Останнє вигнання диявола. Зйомки проходили в місті Новий Орлеан, з 19 березня 2012 по 21 квітня 2012 року. Дата релізу: 27 серпня 2010 року.

## Сюжет
Нелл знаходять в лісі — брудну і налякану, яка щойно втекла зі страшного ритуалу. Вся її родина загинула і дівчину відправляють в Новий Орлеан — притулок для дівчаток. Там вона потрапляє під нагляд терапевта Френка Мерле. Життя начебто налагоджується, Нелл закохується в місцевого хлопчика, але в найбільш невідповідний момент демон знову оголошується і оволодіває Нелл. Тепер він хоче від неї щось більше…

## У ролях
| Актор              | Роль |
| ------------------ | ---- |
| Ешлі Белл          | -    |
| Джулія Гарнер      | Гвен |
| Спенсер Тріт Кларк | Кріс |
| Девід Дженсен      | -    |
| Тара Риггз         | -    |
| Луї Гертум         | -    |
| Мьюз Ватсон        | -    |
| Еріка Мішель       | -    |

## Виробництво
На відміну від першої частини цей фільм не представлений у форматі «знайденого кадру».
Фільм не показувався попередньо для критиків.
Вікове обмеження:
- рейтинг MPAA: PG-13
- категорія інформаційної продукції: 16+

## Знімальна група
- Режисер — Ед Гасс-Доннелі
- Сценарист — Дем'єн Шазелл, Ед Гасс-Доннелі
- Продюсер — Марк Абрахам, Томас А. Блісс, Ерік Ньюман, Елай Рот